# Ivan Reis
Ivan Reis, pseudonimo di Ivan Rodrigo dos Reis (San Paolo, 11 giugno 1976), è un fumettista brasiliano.

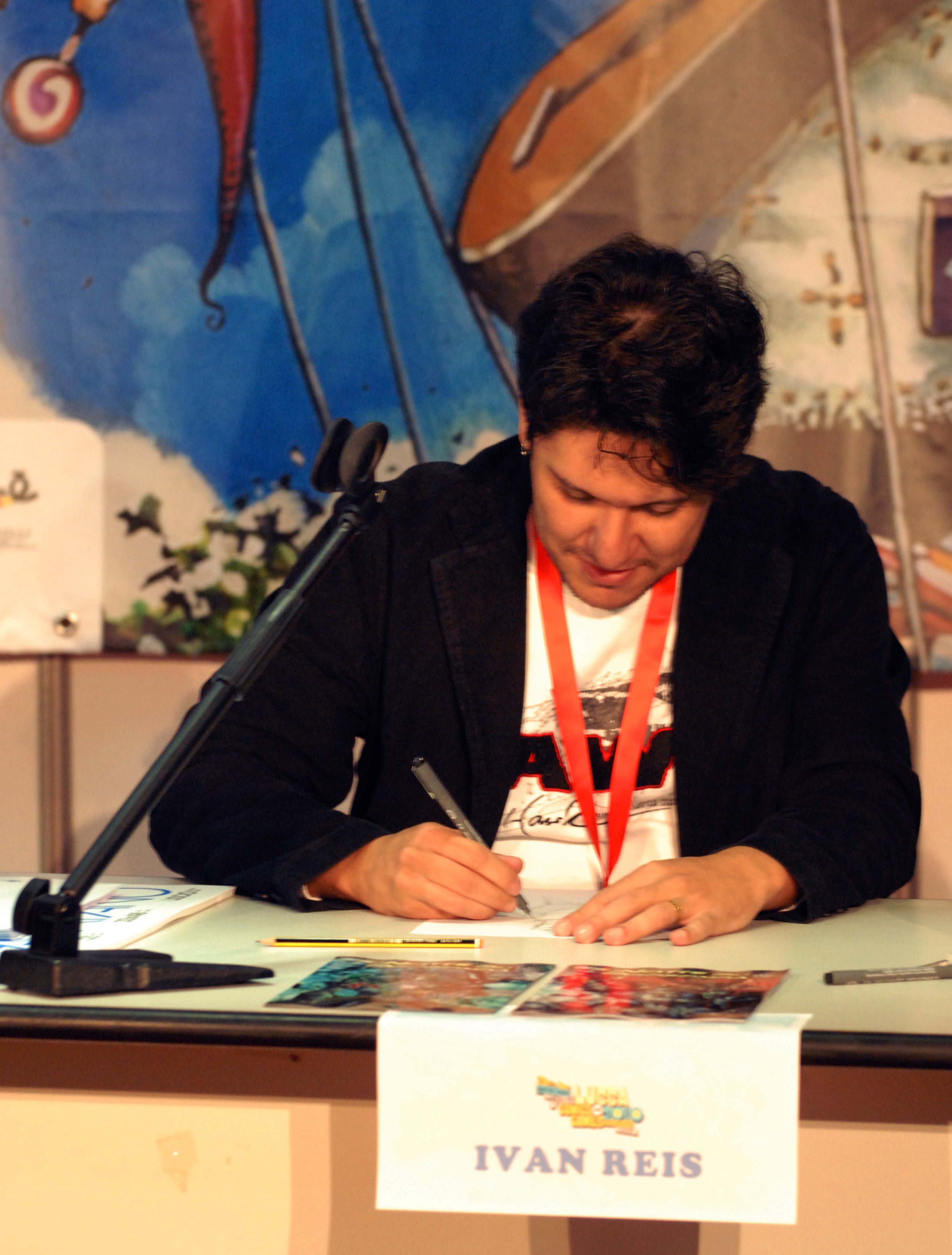
Reis a Lucca Comics & Games 2010

Presente nel mercato del suo Paese fin dall'età di 14 anni, si occupa della revisione di Storie Reais de Dracula (Bloch Editores) e di diverse serie animate dell'Editoria Fenix. Successivamente collabora con un'agenzia pubblicitaria e si unisce all'Estúdios Mauricio de Sousa.
La sua carriera internazionale inizia quando viene arruolato dalla Dark Horse, che gli affida titoli come Ghost (di cui diventa il disegnatore titolare dal numero 17 al numero 36), Máscara, The Mask, Time Cop e Xena. Conclusa l'esperienza presso la Dark Horse, Reis passa prima alla Comics Lightning e poi alla Vertigo, dove disegna The Invisibles su testi di Grant Morrison. Il suo nome appare inoltre come matitista di Lady Death (Caos! e CrossGen). Il passo successivo è l'approdo alla Marvel Comics, dove realizza le matite di serie di personaggi come Captain Marvel, Iron Man, i Difensori e i Vendicatori, oltre che di La Cosa & She-Hulk: La Lunga Notte e Avengers Icons: Vision.
Ma la vera svolta arriva nel 2004, quando firma un contratto in esclusiva con la DC Comics. Dopo aver lavorato su Action Comics, Teen Titans, Rann-Thanagar War, Superman e Infinite Crisis, nel 2005 diventa il matitista titolare di Green Lantern, che disegna dal numero 10 al numero 38 principalmente su testi di Geoff Johns. Nel 2009 disegna la miniserie Blackest Night, storia centrale dell'omonimo crossover, sempre scritta da Johns. Grazie al suo lavoro su Green Lantern, nello stesso anno vince un premio agli Scream Award nella categoria Best Comic Book Artist.